# StumbleUpon

StumbleUpon Logo

StumbleUpon (etwa „Drüber stolpern“) war ein Social-Bookmarking-Dienst, der es seinen Nutzern erlaubte, Webinhalte zu verlinken und zu teilen. Durch das Bewerten dieser Seiten entstanden Nutzerprofile. Darauf basierend empfahl die Software andere  Nutzer mit gemeinsamen Interessen. Ein Browser-Addon unterstützte das Sammeln, Verteilen und Rezensieren von Webinhalten und ermöglichte, Internetinhalte nach Themenbereichen sortiert zu durchsuchen. Diese Möglichkeit gab es unter anderem für Firefox, Google Chrome, Internet Explorer und Opera. Der Dienst bot sowohl kostenlose Basis-Mitgliedschaften als auch ein kostenpflichtiges Premium-Produkt an.

## Geschäftsmodell
StumbleUpon nutzte Wissen und Vorlieben seiner Nutzer, um zielgerichtete Reklame zu betreiben. Ein geringer Teil der Ergebnisse, die Nutzern angezeigt wurden, waren gesponserte Seiten, die nach ihren jeweiligen Interessen zusammengestellt wurden. Diese Seiten konnten, wie jede andere Seite, positiv oder negativ bewertet und kommentiert werden. Fiel das kollektive Urteil überwiegend negativ aus, gelangten diese Seiten bei Betätigung des Stumble-Buttons deutlich seltener in die Zirkulation. Bezahlte Benutzerkonten (Konten sogenannter „Sponsors“) boten – neben einer Reihe weiterer Einstellmöglichkeiten – die Möglichkeit zum Abschalten solcher Reklame.

## Entwicklung
Der Dienst wurde im Mai 2007 von eBay aufgekauft. Der offizielle Kaufpreis lag bei 75 Millionen US-Dollar. Im Jahr 2018 wurde der Dienst eingestellt.
StumbleUpon erreichte laut der Homepage im Dezember 2007 die Anzahl von 4 Millionen weltweit registrierten Nutzern. Anfang Oktober 2008 waren es bereits über 6 Millionen, im März 2011 mehr als 15 Millionen.